# Callerebia ophthalmica
Callerebia ophthalmica är en fjärilsart som beskrevs av Otto Staudinger 1887. Callerebia ophthalmica ingår i släktet Callerebia och familjen praktfjärilar. Inga underarter finns listade i Catalogue of Life.